# علي أباد (خلخال)
علي أباد هي قرية في مقاطعة خلخال، إيران. عدد سكان هذه القرية هو 1,330 في سنة 2006.